# Saghe cavalleresche
Le saghe cavalleresche o saghe degli cavalieri (in norreno Riddarasögur) sono saghe scritte in forma di romanzo. A partire dal XIII secolo con la traduzione delle chansons de geste francesi, il genere si è espanso rapidamente fino ad arrivare a creazioni indigene nello stesso stile. Sebbene le saghe cavalleresche fossero molto diffuse in Islanda per molti secoli, le si ritiene generalmente come una letteratura popolare di inferiore qualità artistica rispetto alle saghe degli Islandesi e ad altri generi indigeni; per la scarsa attenzione che ricevono da parte degli studiosi della letteratura norrena, molte non sono mai state tradotte dall'originale.

## Terminologia
Il termine riddarasögur (singolare riddarasaga) compare nella Mágus saga jarls in cui si parla di Frásagnir... svo sem... Þiðreks saga, Flóvenz saga eðr aðrar riddarasögur, cioè di «nacconti... come... la Saga di Þiðrekr, la Saga di Flóvent o altre saghe cavalleresche». Un altro termine tecnico che talvolta si incontra è lygisögur (singolare lygisaga), "saghe menzognere", riferito alle saghe cavalleresche fantastiche e alle saghe leggendarie.

## Traduzioni
Le prime traduzioni norrene di romanzi europei che ci siano note avvennero sotto il regno di re Hákon Hákonarson di Norvegia. L'opera più antica giuntaci è una traduzione del 1226 di un certo Frate Roberto del Tristan di Tommaso d'Inghilterra; la versione norrena, il Tristrams saga ok Ísöndar, è di grande valore specialmente perché il poema originale ci è arrivato solo in frammenti. L'Elis saga ok Rósamundu, una traduzione dell'Elie de Saint Gille, è attribuito ad un certo Abate Roberto, presumibilmente la stessa persona promossa dal suo ordine. Re Hákon commissionò anche la Möttuls saga, un adattamento dell'opera Le mantel mautaillé, la Ívens saga, una rielaborazione dell'Yvain il cavaliere del leone di Chrétien de Troyes, e gli Strengleikar, una raccolta di ballate soprattutto di Maria di Francia.
Opere in stile simile, che potrebbero essere state anch'esse commissionate da re Hákon, sono la Percevals saga, il Valvens þáttr e l'Erex saga, tutte derivate da opere di Chrétien de Troyes. La Karlamagnús saga è un'opera, le cui fonti sono le più disparate, che tratta di Carlo Magno e dei suoi dodici paladini e che attinge a materiale storiografico come le chansons de geste. Altre opere che si ritiene derivino da originali francesi sono la Bevers saga, la Flóres saga ok Blankiflúr, la Flóvents saga e la Partalopa saga.
Opere pseudo-storiche risultato di traduzioni dal latino sono la Alexanders saga (traduzione delle Alexandreis), la Amícus saga ok Amilíus (basata sullo Speculum Historiale), le Breta sögur (traduzione dell'Historia Regum Britanniae), la Klári saga (l'originale è perduto, ma il prologo della saga afferma che era un'opera latina in metri che Jón Halldórsson vescovo di Skálholt aveva trovato in Francia) e la Trójumanna saga (una traduzione del De excidio Troiae). Anch'essa pseudo-storica, la Þiðreks saga af Bern è insolita, poiché è stata tradotta dal tedesco.

## Elenco di saghe cavalleresche originali
Ecco una lista parziale di saghe cavalleresche originali islandesi (cioè non tradotte da altre opere europee):
- Adonias saga
- Ála flekks saga
- Blómstrvallasaga
- Bærings saga
- Dámusta saga
- Dínus saga drambláta
- Drauma-Jóns saga
- Ectors saga
- Flóres saga konungs ok sona hans
- Gibbons saga
- Grega saga
- Hrings saga ok Tryggva
- Jarlmanns saga ok Hermanns
- Kirialax saga
- Konráðs saga keisarasonar
- Mágus saga jarls
- Melkólfs saga ok Solomons konungs
- Mírmans saga
- Nitida saga
- Rémundar saga keisarasonar
- Samsons saga fagra
- Saulus saga ok Nikanors
- Sigrgarðs saga frækna
- Sigrgarðs saga ok Valbrands
- Sigurðar saga fóts
- Sigurðar saga turnara
- Sigurðar saga þögla
- Valdimars saga
- Viktors saga ok Blávus
- Vilhjálms saga sjóðs
- Vilmundar saga viðutan
- Þiðreks saga af Bern
- Þjalar-Jóns saga